# Armada del Reino de Cerdeña
La Marina del Reino de Cerdeña fue oficialmente instituida como arma en 1814 por impulso de Giorgio Des Geneys, en sustitución del anterior cuerpo de marina que dataría de la anexión al Ducado de Saboya del Reino de Sicilia como consecuencia del Tratado de Utrecht.

## Historia
Los orígenes de la marina del Reino de Cerdeña se remontan incluso al momento en que el Ducado de Saboya, tuvo acceso al mar desde 1388 tras la adquisición de Niza. En la época ducal, la flota saboyana participó en la Batalla de Lepanto de 1571. Algunos historiadores consideran esta intervención como el acto fundador de la marina saboyana.

### La creación

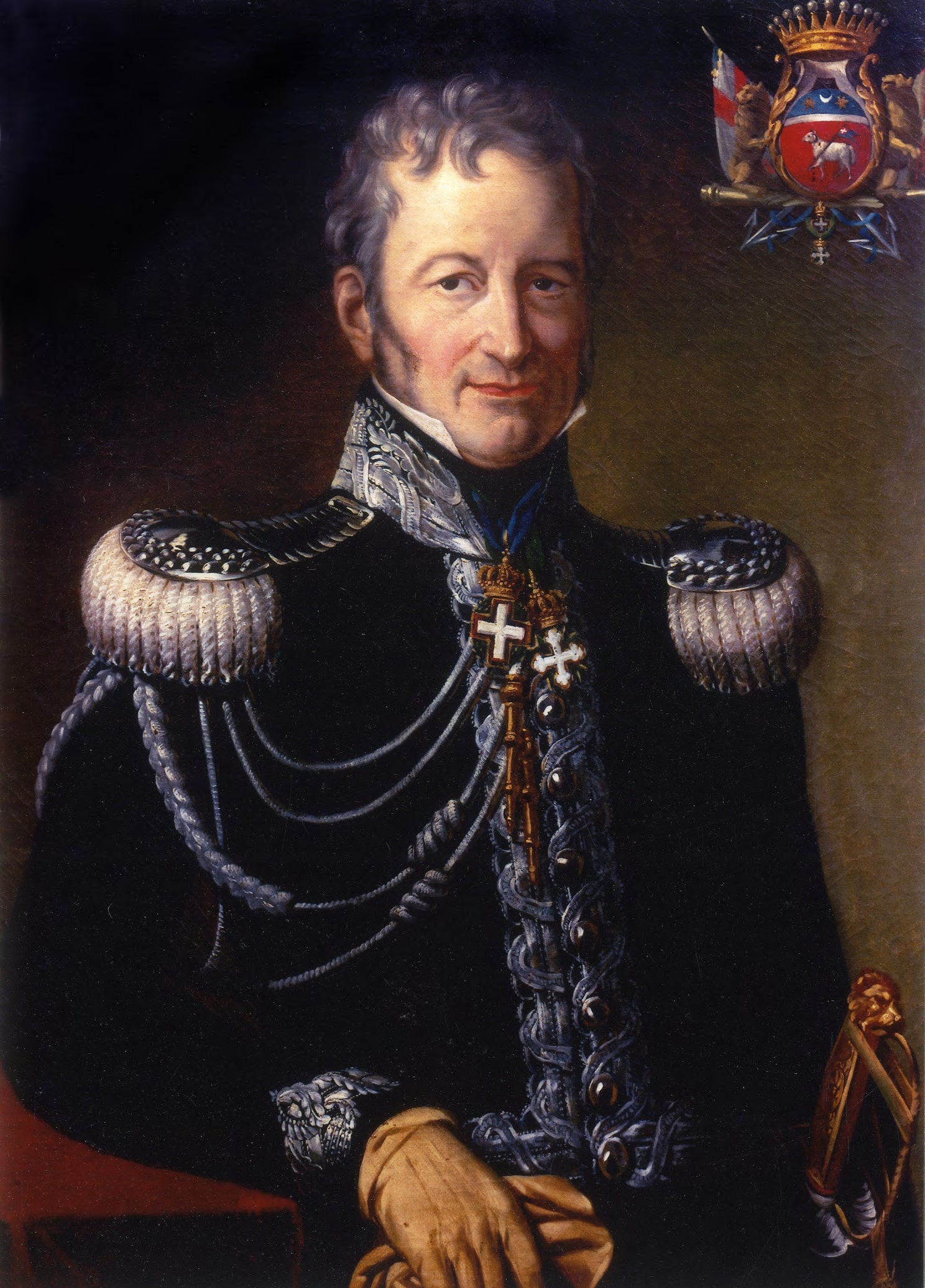
Almirante Giorgio Des Geneys

Con la adquisición de Sicilia en 1713 se hizo necesario establecer una fuerza naval para la protección de la nueva línea de costa. Se constituyó un batallón de marina, y fue así pues promulgado por Victor Amadeo II el ordenamiento de la marina misma en 1717, con una notificación real. La reorganización del cuerpo tuvo lugar en 1720 tras la adquisición de Cerdeña a cambio de Sicilia: la marina real se componía entonces de un regimiento, el regimiento La Marina, y una escuadra de tres galeras, además de otros barcos más pequeños.
La pequeña Marina sarda participó en los acontecimientos políticos y militares que continuaron desde 1772 a 1792, cuando los franceses invadieron Saboya y Niza apoyados en el mar por la poderosa escuadra del almirante Truguet, durante la guerra entre 1793 y 1796, la marina estuvo defendiendo las costas sardas del intento de invasión francesa. En cambio la tarea principal de la marina durante todo el siglo XVIII fue defender la costa sarda de los corsarios berberiscos, en este sentido hubo informes de acciones en las aguas del Cabo Malfatano, e incluso en Trípoli bajo el mando de Giorgio Des Geneys, el futuro reformador de las fuerzas navales de Cerdeña.
En la guerra de la coalición contra la Francia revolucionaria que estalló en 1792, el condado de Niza y, por lo tanto, el puerto naval de Villefranche se perdieron rápidamente. El regimiento La Marina luchó en el continente hasta 1796 bajo el mando del ejército, distinguiendose con honores. Un primer intento de invasión francesa contra Cerdeña falló a principios 1793 en Cagliari debido la resistencia de la gente del lugar y a una tormenta. Un segundo intento fue derrotado en la Batalla de La Magdalena, por una flota sarda al mando del oficial Domenico Millelire.

### Las primeras campañas

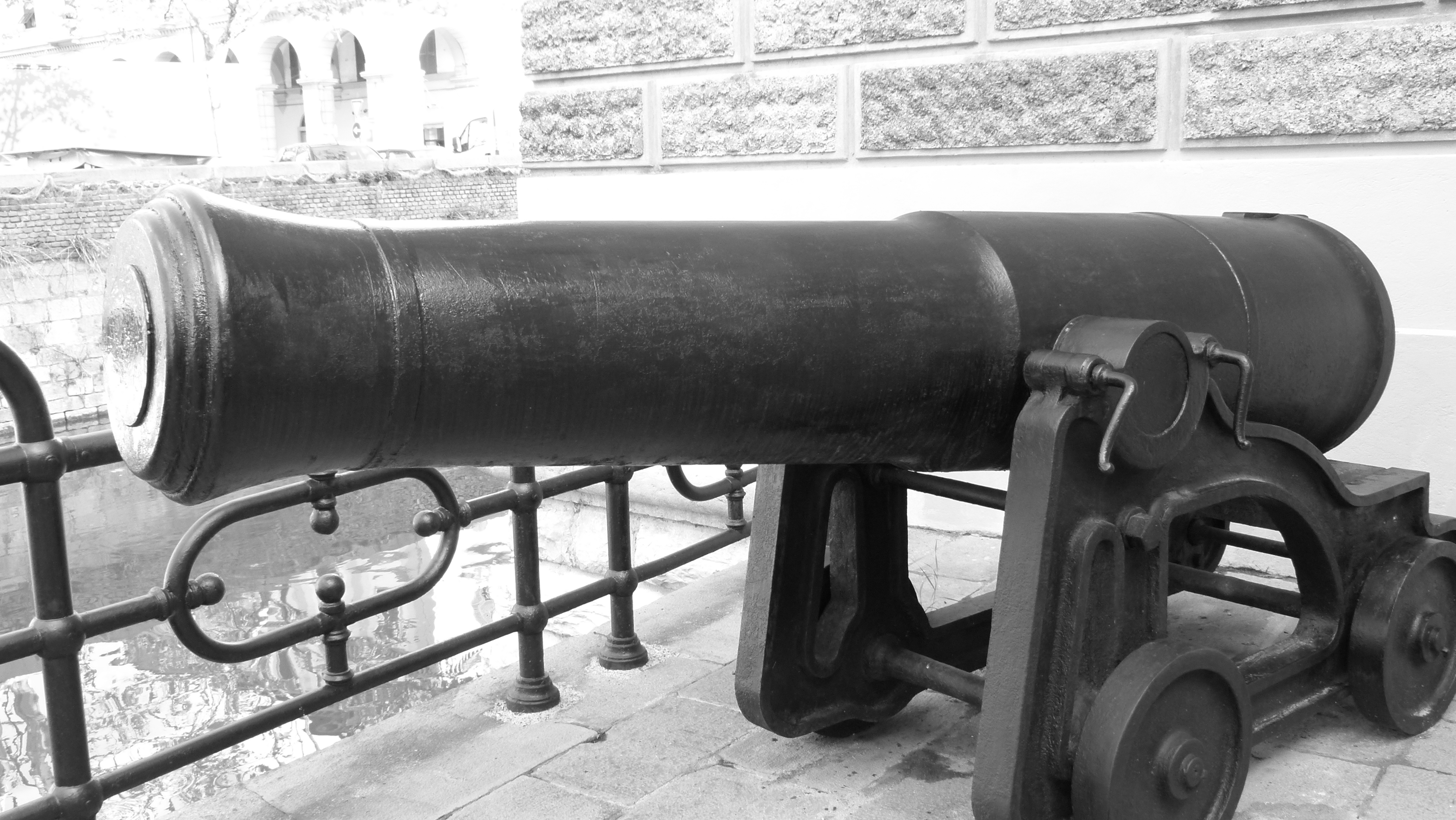
Cañón de 80 libras utilizado por la Armada del Reino de Cerdeña a mediados del expuesto en la entrada del Museo Técnico Naval de La Spezia.

Después de la Restauración y la adquisición de la zona de Génova, 1815, el gobierno sardo promovió la organización más completa de la Marina, estableciendo el Comando en Jefe, el intendente general, el director de Arsenal y otras posiciones. Fueron instituidos tres Compartimientos militares marítimos, Génova, Villafranca Marittima y Cagliari, luego abolidos en 1851. Al mismo tiempo se creó una junta de almirantazgo, una escuela de marina, dos regimientos de artillería real de marina, y en mayo de 1816 se adoptó una nueva bandera para la marina con la cruz de San Jorge combinada a la blanca saboyana. Se proveyó la compra y la construcción de varios buques, incluidas pequeñas cañoneras, medias galeras, bergantines, fragatas y corbetas. En 1817 fueron establecidas las compañías de Cañoneras de Mar, y el cuerpo de oficiales de buques decidido por el Estado Mayor de la Marina. Entre 1827 y 1829 hubo un aumento significativo en la construcción y adquisición naval, determinando el éxito de la expedición naval de Cerdeña a Trípoli en 1825 bajo el mando de Francesco Sívori.
De 1826 a 1832 escuadrones navales de Cerdeña fueron desplegados en las aguas del Mar de Levante y el Egeo, para acompañar a la marina mercante sarda, a causa de la guerra de independencia griega entonces en curso.

### Consolidación

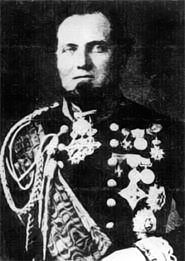
Almirante Giovann Albini tuvo participación en la primera y tercera guerra de independencia italiana.

Con la flota así afianzada, la bandera del reino se desplegó en los años siguientes frente a África del Norte y el Levante, en particular para la protección de buques mercantes y misiones diplomáticas en el terreno. Desde 1834, los buques de la Armada también estuvieron presentes delante de las costas de Brasil, Uruguay y Argentina, donde muchos genoveses se habían asentado y hacían florecer el comercio exterior. En 1838 falló una circunnavegación planeada  para la fragata Regina en el Cabo de Hornos; el barco regresó a Génova vía Río. Le fue mejor en el cruce del Cabo de Hornos al bergantín Eridano, que viajó por el Pacífico entre 1844 y 1845 y llegó, entre otras cosas, a las Islas de la Sociedad y Hawái.
En 1847, la Armada tenía cuatro fragatas, cuatro corbetas, tres bergantines, una Goleta, un buque de carga, diez barcos de guerra, tres Avisos y algunas otras unidades. Parte de los buques, como era habitual en ese momento, eran impulsados por vapor. A pesar de esto el Piamonte no podría ciertamente ser descrito como una potencia marítima. Gran parte de esta flota fue enviada en 1848 y 1849 a combatir durante la primera Guerra de Independencia italiana en el norte del Adriático, comandada por el almirante Giovan Battista Albini, donde fue apoyada brevemente por barcos napolitanos y papales. Junto con unidades venecianas más pequeñas podrían evitar un bloqueo naval austriaco de Venecia, por otra parte las flotas combinadas nada lograron con el bloqueo del puerto austriaco de Trieste. Después del armisticio en marzo de 1849, la flota se retiró, dejando a la República de San Marco a su suerte.
Durante la Guerra de Crimea en 1855 y 1856, la Armada envió un total de 23 barcos al Mar Negro, que no participaron en batallas navales, pero apoyaron en la medida de lo posible a los 19.000 soldados piamonteses en Crimea. En la decisiva segunda guerra de independencia italiana, una unidad naval fue enviada de nuevo al norte del Adriático en 1859, donde permaneció tan tranquila como lo fue en  la guerra de 1848. La expedición de los Mil de Giuseppe Garibaldi y las campañas piamontesas del sur de Italia en 1860, fueron las últimas campañas de apoyo para la armada, destacándose finalmente su participación a principios de 1861 en el asedio de Gaeta.

### La incorporación en la Regia Marina del Reino de Italia
En 1860, la Marina Sarda en manos del ministro Camilo Benso conde de Cavour, formó, junto con las marinas napolitana, toscana y pontificia, la Marina del nuevo Reino de Italia en 1861.

## Fuerzas navales
A finales de 1847 la marina sarda estaba constituida de veintiocho barcos de los diversos tipos a vela y a vapor para un total de trescientos cincuenta cañones.

### Fuerzas navales en 1851
Los nombres de las 8 cañoneras guardacostas no están registrados. Había además en construcción una pirofregata (fragata dotada de velas y de motor a vapor) de 2300 toneladas y 51 cañones comisionada en Inglaterra, la Carlo Alberto, mientras que otra pirofregata estaba a punto de ser comisionado en los astilleros de Foce, en Génova, probablemente la Vittorio Emanuele .
| Tipo de barco       | Nombre       | Armas (cañones/carronadas) | caballos de vapor |
| ------------------- | ------------ | -------------------------- | ----------------- |
| Fragata             | San Michele  | 60/0                       | n.a.              |
| Fragata             | Des Geneys   | 44/0                       | n.a.              |
| Fragata             | Beroldo      | 44/0                       | n.a.              |
| Fragata             | Euridice     | 36/0                       | n.a.              |
| Corbeta             | San Giovanni | 30/0                       | n.a.              |
| Corbeta             | Aquila       | 22/0                       | n.a.              |
| Bricbarca           | Aurora       | 0/18                       | n.a.              |
| Bergantín           | Eridano      | 16/0                       | n.a.              |
| Bergantín           | Daino        | 14/0                       | n.a.              |
| Bergantín           | Colombo      | 16/0                       | n.a.              |
| Bergantín           | Staffetta    | 10/0                       | n.a.              |
| Buque de transporte | L'Azzardoso  | 0/4                        | n.a.              |
| Cañonera            | N.N          | 3/0                        | n.a.              |
| Cañonera            | N.N          | 3/0                        | n.a.              |
| Cañonera            | N.N          | 3/0                        | n.a.              |
| Cañonera            | N.N          | 3/0                        | n.a.              |
| Cañonera            | N.N          | 3/0                        | n.a.              |
| Cañonera            | N.N          | 3/0                        | n.a.              |
| Cañonera            | N.N          | 3/0                        | n.a.              |
| Cañonera            | N.N          | 3/0                        | n.a.              |
| Buque de vapor      | Governolo    | 12/0                       | 430               |
| Buque de vapor      | Costituzione | 12/0                       | 400               |
| Buque de vapor      | Monzambano   | 6/0                        | 200               |
| Buque de vapor      | Tripoli      | 6/0                        | 180               |
| Buque de vapor      | Malfatano    | 6/0                        | 180               |
| Buque de vapor      | Authion      | 1/0                        | 120               |
| Buque de vapor      | Ichnusa      | 3/0                        | 90                |
| Buque de vapor      | Gulnara      | 0/0                        | 90                |

### Adquisiciones sucesivas
- Vigilante, 1859, goleta

## Imágenes

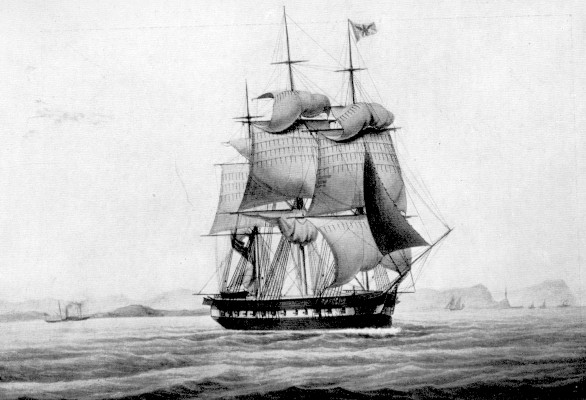
Euridice
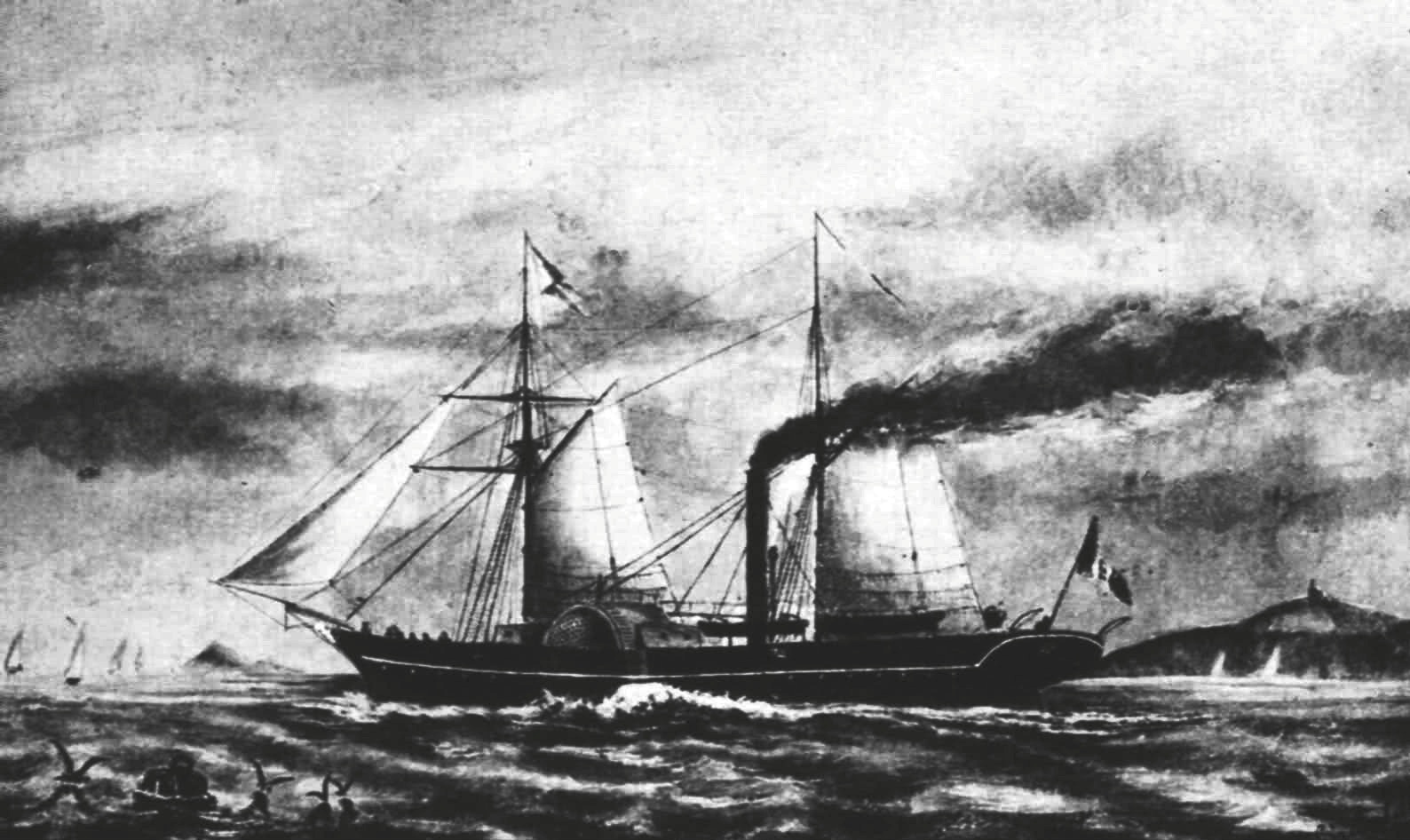
Malfatano
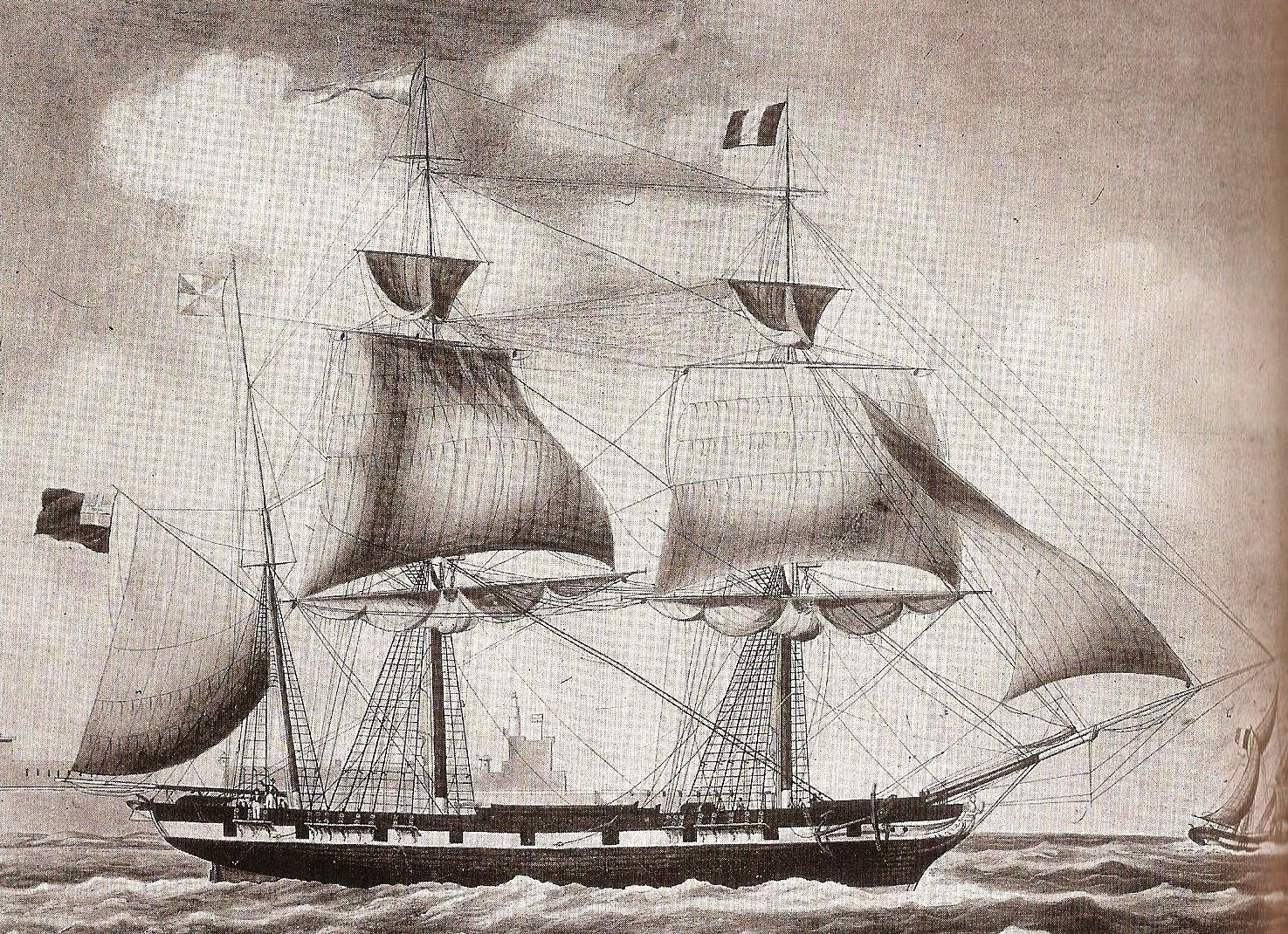
Aurora

| Uniformes de la marina sarda                                                                           | | | | |
| [[File:Italy. Sardinia, 1819-1825 (NYPL b14896507-1540511).jpg\|250px\|alt={{{Alt\|{{{descripción}}}]] | [[File:Italy. Sardinia, 1826-1832 (NYPL b14896507-1536251).tiff\|240px\|alt={{{Alt\|{{{descripción}}}]] | [[File:Italy. Sardinia, 1826-1832 (NYPL b14896507-1536252).tiff\|240px\|alt={{{Alt\|{{{descripción}}}]] | [[File:Italy. Sardinia, 1833-1838 (NYPL b14896507-1536286).jpg\|240px\|alt={{{Alt\|{{{descripción}}}]] | [[File:Italy. Sardinia, 1843-1845 (NYPL b14896507-1540697).tiff\|240px\|alt={{{Alt\|{{{descripción}}}]] |
| Tripulante de navío 1819-1825.                                                                         | Artillero de marina 1826-1832.                                                                          | Infante de marina 1826-1832.                                                                            | Teniente de navío 1833-1838.                                                                           | Uniformes de 1844.                                                                                      |